# Guadalupe Valdez
Guadalupe Valdez San Pedro (n. Ciudad de México, 22 de septiembre de 1957) economista y política de la República Dominicana. Fue diputada nacional en el 2010 a 2016, por el partido Alianza Por la Democracia. En 2016, fue presentada como candidata a diputada por la circunscripción No. 1 del Distrito Nacional por la Alianza Electoral por el Cambio Democrático, encabezada por el partido Alianza País, entre los movimientos y organización políticas.

## Primeros años
Valdez nació en Ciudad de México; sus padres son Nicolás Quírico Valdez, un activista laboral dominicano que tuvo que salir al exiliio de la República Dominicana hacia México, y Lucía San Pedro, una mexicana. Su padre fue considerado un comunista y expulsado de México por lo que tuvo que asilarse en la URSS. Valdez fue criada en la casa de su abuela materna. Tras la caída de la dictadura de Rafael Leónidas Trujillo en 1961, Lucía San Pedro se mudó a Santo Domingo con sus niños, incluyendo Guadalupe, para reencontrarse con su marido que regresaría del exilio.

## Carrera legislativa
En 2010, Valdez fue elegida miembro de la Cámara de Diputados de la República Dominicana.

## Embajadora de la FAO
La Organización de las Naciones Unidas para la Alimentación y la Agricultura (FAO) como embajadora especial Hambre Cero. La economista y exdiputada nacional afirmó que su lucha para erradicar el hambre y la malnutrición es un compromiso ético innegociable.